# Aleksandr Serov
Aleksandr Sergejevitsj Serov (Russisch: Александр Сергеевич Серов) (Vyborg, 12 november 1982) is een Russisch wielrenner die anno 2016 rijdt voor Gazprom-RusVelo.

## Belangrijkste overwinningen
2002
WB Moskou, Ploegenachtervolging, Elite (met Aleksej Markov, Sergej Klimov en Nikita Jeskov)
2003
WB Moskou, Ploegenachtervolging, Elite (met Aleksej Markov, Sergej Klimov en Denis Smyslov)
2006
Parijs-Mantes
WB Los Angeles, Ploegenachtervolging, Elite (met Sergej Klimov, Ivan Rovny en Nikolaj Troesov)
WB Sydney, Achtervolging, Elite
WB Sydney, Ploegenachtervolging, Elite (met Michail Ignatiev, Ivan Rovny en Nikolaj Troesov)
2007
5e etappe Ronde van Groot-Brittannië
2008
Sprintklassement Ronde van Murcia
2011
WB Peking, Ploegenachtervolging, Elite (met Aleksandr Chatoentsev, Jevgeni Kovaljov en Aleksej Markov)
4e etappe Flèche du Sud
 Russisch kampioen ploegenachtervolging, Elite (met Jevgeni Kovaljov, Ivan Kovaljov en Aleksej Markov)
 Russisch kampioen ploegkoers, Elite (met Aleksej Markov)
WB Astana, Ploegenachtervolging, Elite (met Jevgeni Kovaljov, Ivan Kovaljov en Aleksej Markov)
2012
WB Peking, Ploegenachtervolging, Elite (met Jevgeni Kovaljov, Ivan Kovaljov en Aleksej Markov)
2e etappe Ronde van Murcia (individuele tijdrit)
 Europees kampioen ploegenachtervolging, Elite (met Artoer Jersjov, Valeri Kajov en Aleksej Markov)
2013
WB Aguascalientes, Ploegenachtervolging, Elite (met Jevgeni Kovaljov, Ivan Savitski en Nikolaj Zjoerkin)
1e etappe Ronde van Portugal
 Russisch kampioen ploegenachtervolging, Elite (met Artoer Jersjov, Jevgeni Kovaljov en Ivan Savitski)
5e etappe Ronde van Costa Rica
2015
WB Cali, Ploegenachtervolging, Elite (met Sergej Sjilov, Dmitri Sokolov en Kirill Svesjnikov)

## Resultaten in voornaamste wedstrijden
| Jaar | Ronde van Italië | Ronde van Frankrijk | Ronde van Spanje |
| ---- | ---------------- | ------------------- | ---------------- |
| 2007 |                  |                     |                  |
| 2008 | 124e             |                     |                  |
| 2009 | 117e             |                     |                  |
| 2016 | 126e             |                     |                  |

| Jaar | Milaan-San Remo | Parijs-Roubaix | Luik-Bast.‑Luik | Waalse Pijl | Parijs-Tours |
| ---- | --------------- | -------------- | --------------- | ----------- | ------------ |
| 2007 |                 |                | opgave          | opgave      |              |
| 2008 | opgave          | opgave         | opgave          |             | 22e          |
| 2009 |                 |                |                 |             |              |
| 2016 |                 |                |                 |             |              |

## Ploegen
- 2001 –  Itera
- 2002 –  Itera
- 2003 –  Lokomotiv
- 2004 –  Lokomotiv
- 2005 –  Lokomotiv
- 2006 –  Tinkoff Restaurants
- 2007 –  Tinkoff Credit Systems
- 2008 –  Tinkoff Credit Systems
- 2009 –  Team Katjoesja
- 2012 –  RusVelo
- 2013 –  RusVelo
- 2014 –  RusVelo
- 2015 –  RusVelo
- 2016 –  Gazprom-RusVelo

Broett · 
Ignatjev ·
Kazakov · 
Klimov · 
Krestjaninov · 
Mindlin ·     
Rovny · 
Serov · 
Sjtsjekoenov ·
Tinkov · 
Troesov · 
Tsjernetski
Aggiano · 
Broett · 
Commesso ·
Contrini ·
Hamilton · 
Hondo (tot 30/04) · 
Ignatjev ·
Jaksche (tot 30/06) ·
Kiryjenka · 
Klimov · 
Marzoli · 
Mindlin · 
Petrov ·    
Rovny · 
Serov · 
Serrano ·  
Troesov · 
Tsjernetski ·
Weigold ·
Bisolti (stagiair) ·
Gottfried (stagiair) ·
Riccio (stagiair)   
Broett · 
Chatoentsev ·
Contrini ·
Gottfried · 
Ignatjev ·
Jeskov ·
Kiryjenka · 
Klimov · 
Loddo ·  
Mazzanti · 
Pedraza ·  
Petrov ·  
Riccio ·
Rovny · 
Serov · 
Serrano ·  
Sobal ·
Troesov · 
Tsjernetski ·
Contoli (stagiair) ·
Graziato (stagiair) ·
Marycz (stagiair)   
Bodrogi · 
Botsjarov ·
Broett · 
Colom · 
Dehaes (tot 30/06) ·
Galimzjanov ·
Horrach · 
Ignatjev · 
Ivanov ·
Jeskov ·
Karpets · 
Klimov · 
Markov · 
Mazzanti · 
McEwen · 
Michajlov ·  
Napolitano · 
Petrov · 
Pfannberger · 
Pozzato · 
Rovny · 
Serov · 
Steegmans (tot 31/07) · 
Swift · 
Troesov · 
Vandenbergh · 
Vantomme ·
Debusschere (stagiair) ·
Ovetsjkin (stagiair) 
Arguelyes · Chatoentsev · Firsanov · Jersjov · Jeskov · Kajkov · Klimov · I. Kovaljov · J. Kovaljov · Kozontsjoek · Krasnov · Markov · Manakov · Mironov · Ovetsjkin · Rovny · Savitski · Serov · Troesov · Valinin · Zoebov
Bojev · Firsanov · Klimov · Jersjov · Kotsjetkov · I. Kovaljov · J. Kovaljov · Krasnov · Majkin · Manakov · Mironov · Ovetsjkin · Pomosjnikov · Rybakov · Savitski · Serov · Solomennikov · Tatarinov · Zakarin
Balykin · Bojev · Firsanov · Jersjov · Klimov · Krasnov · Kritski · Lagoetin · Majkin · Ovetsjkin · Pomosjnikov · Pozdnjakov · Serov · Solomennikov · Tatarinov · Zakarin
Arslanov · Balykin · Bojev · Firsanov · Foliforov · Ignatenko · Jersjov · Jevtoesjenko · Koerbatov · Koestadintsjev · Komin · Majkin · Nikolajev · Nytsj · Ovetsjkin · Pozdnijakov · Rybakov · Savitski · Serov · Solomennikov · Stasj
Arslanov · Bojev · Firsanov · Foliforov · Jersjov · Jevtoesjenko · Koerbatov · Koestadintsjev · Kolobnev · Majkin · Manakov · Nikolajev · Nytsj · Ovetsjkin · Rybalkin · Savitski · Serov · Sjaloenov · Solomennikov · Stasj · Svesjnikov · Zakarin